# Samir Muratović
Samir Muratović (* 25. Februar 1976 in Zvornik) ist ein ehemaliger bosnisch-herzegowinischer Fußballspieler auf der Position eines Mittelfeldspielers, der seit 2014 als Nachwuchstrainer tätig ist. 

## Karriere
Muratović’ erste Station war FK Drina Zvornik in Bosnien-Herzegowina. Der Spielmacher wechselte nach guten Auftritten bei den Bosniern zu Kocaelispor in die türkische Turkcell Süper Lig. Danach ging es wieder zurück nach Bosnien zum FK Željezničar Sarajevo. 2000 wechselte er nach Deutschland zum Chemnitzer FC. Nach einem halben Jahr in der zweiten deutschen Bundesliga führte sein Weg nach Russland zu Saturn Ramenskoje. Im Januar 2004 wechselt er in die österreichische Bundesliga zum Grazer AK, mit dem er noch in der laufenden Saison Meister und Cupsieger wurde. Zur Sommerpause, nach dem (finanziellen) Abstieg der Athletiker 2007, wechselte der Bosnier zum Lokalrivalen SK Sturm Graz, der Vertrag wurde für zwei Jahre unterschrieben. Am 30. April 2008 verlängerte er seinen Vertrag um weitere drei Jahre bis 2011. Im Dezember 2008 wurde Muratović von sportnet.at als MVP der Liga ausgezeichnet. Laut der Statistiken setzte er sich gegen die beiden weiteren Anwärter Milenko Ačimovič (FK Austria Wien) und Erwin Hoffer (SK Rapid Wien) durch. Am letzten Spieltag der Spielzeit 2010/11 gewann er mit dem SK Sturm den Meistertitel und steuerte mitunter auch im Finalspiel gegen Wacker Innsbruck mit seinem späten Treffer zum 2:1-Erfolg ein entscheidendes Tor bei. Kurz nach dem Schlusspfiff gab er auch noch bekannt, seinen auslaufenden Vertrag bei Sturm um ein weiteres Jahr bis 2012 zu verlängern und dabei auf die Hälfte seines Gehaltes verzichten zu wollen. Nach fünf Jahren bei den Blackies wechselte er im Sommer 2012 innerhalb der Steiermark zum FC Gratkorn in die Regionalliga Mitte (dritthöchste Spielklasse). Dort beendete er nach 24 Ligaspielen und drei -toren seine Karriere als Aktiver, machte die UEFA-A-Lizenz und begann seine Tätigkeit als Nachwuchstrainer beim SK Sturm Graz, bei dem er zuerst ab 2014 die U-14-Mannschaft betreute, ehe er zu einem der U-15-Teams kam und als Trainer der U-9-Buben agierte.

## International
Muratović bestritt 24 Länderspiele für die Bosnisch-herzegowinische Fußballnationalmannschaft.

## Erfolge
- Meister mit GAK: 2003/04
- ÖFB-Cup-Sieger 2004 (GAK) und 2010 (Sturm Graz)

- MVP der Liga: 2008
- Meister mit SK Sturm Graz: 2010/11